# Сильва, Рафаэль
Рафаэль Л. Сильва (англ. Rafael L. Silva; род. 18 июня 1994 года, Белу-Оризонти, Минас-Жерайс, Бразилия) — американский актёр бразильского происхождения, наиболее известный своей ролью офицера полиции Остина Карлоса Рейеса в сериале «9-1-1: Одинокая звезда» от телеканала FOX.

## Ранняя жизнь и образование
Сильва родился в Белу-Оризонти, Бразилия. Он рос в семье фермеров, его дедушка и большинство дядей занимались скотоводством, что отразилось на его детском желании заниматься животными, как его родственники. Однако, мечты поменялись, когда он с родителями иммигрировал в США, город Гаррисон, штат Нью-Джерси, в возрасте тринадцати лет. После переезда Рафаэль испытал серьёзный культурный шок. Он стал замкнутым ребёнком, начал бояться выступлений.
Было страшно выходить на улицу, я не узнавал запах улицы, я не узнавал запах людей, то, как они разговаривали или ходили. Я также не узнал большую часть своей семьи, потому что в этой обстановке мы выглядели по-другому.
В новой неизвестной среде, с ограниченными знаниями английского, он был в постоянном «режиме выживания», что сказалось на его физическом состоянии.
Моя мама делала мне массаж в конце дня, потому что я был очень напряжен. У меня начали выпадать волосы. От стресса мои губы стали почти бесцветными...
У Рафаэля был страх перед выступлениями, который он решил побороть, начав играть в театре еще в будучи младшим в старшей школе. Первой его постановкой стала «Анна из Зелёных Мезонинов», где он сыграл мистера Сэдлера. После школы, он поступил в Университет Пейс, где участвовал в кружках по актёрскому мастерству, рекламе и озвучке. 

## Карьера
Выпустившись из университета в 2017 году Сильва успел сыграть малые роли в телесериале «Мадам госсекретарь» и короткометражных фильмах «Текучесть» и «Синдром рассказчика», прежде чем получил первую постоянную роль — офицера полиции Остина Карлоса Рейеса в сериале «9-1-1: Одинокая звезда». Чтобы подготовиться к этой роли, Рафаэль изучил руководство для полицейских Остина, а также занимался физическими упражнениями для поддержания своей физической формы. Кроме того, он советовался с настоящим полицейским, предоставленным каналом, для достоверности своих действий. Его любовная линия с персонажем Ронена Рубиншетйна, Тайлером Кеннеди (ТиКей) Стрэндом, стала одной из любимых и долгоиграющих линий сериала. Сам Сильва, говоря о своей роли, заявлял, что понимает насколько важна репрезентация на телевидении, так как сам критично относится к отсутствию квир-персонажей в фильмах или сериалах, которые смотрит:
Нам нужны такие отношения на сетевом телевидении. Нам нужно, чтобы они были на виду. Там, где людям удобно их видеть и это может быть неудобно для тех, кто нечасто сталкивается с ЛГБТК+ сообществом. Нужно создать диалог там, где его нет, о сообществе. Потому что если вы живёте в плену заблуждений и не знаете, что такое это сообщество, то у вас не будет чёткого представления ... Я, как артист и представитель квир-сообщества, ищу это везде, куда бы я ни пошёл. Я ищу это, когда смотрю фильмы. Я очень критично отношусь к тому, вижу ли я квир-персонажей в фильме, во франшизе или в сериале. Это то разнообразие, которое я хочу видеть в мире
В 2024 году стало известно, что Сильва принял участие в съёмках сериала от Netflix «Хейвенпорт», от сценариста «Крика» и со-создателя «Дневников вампира» Кевина Уильямсона, где сыграл роль Шона Уилсона, бармена, недавно начавшего работу на семью Бакли, который заинтригован этой семьёй и хранит тайну, способную навсегда разрушить её. Также в сериале снялись Джейк Уэри, Мелисса Бенойст, Даниэль Кэмпбелл и другие. Релиз состоялся 19 июня 2025 года. Позже, в интервью Today, Сильва рассказал, что глубоко проникся своим персонажем, ощущая связь через похожий опыт: 
Шон прошёл буквально весь путь, чтобы узнать, кто его отец, и узнать, есть ли у него отец вообще. Я, Рафаэль, переехал в эту страну с мамой и братом, чтобы воссоединиться со своим отцом. Мне было 13 лет, и мы тоже прошли весь путь, чтобы это произошло ... То, что мы с Шоном можем разделить в нашем собственном существовании, — это благословенное неведение о том, что ждёт впереди. Но мы знаем, что нужно отпустить все, что у нас есть, чтобы узнать, на что мы способны и что можем получить в будущем

## Личная жизнь
Сильва — практикует бразильское джиу-джитсу, тренировался у Ройса Грейси. Также он танцует и владеет португальским, испанским и английским языками.
Рафаэль открытый гей, во время интервью журналу Folie он заявил, что не совершал каминг-аут, пока не поступил в колледж.

## Фильмография

### Кино
| Год  | Название на русском    | Название на английском | Роль                     | Примечание                                                                    | Ист.   |
| ---- | ---------------------- | ---------------------- | ------------------------ | ----------------------------------------------------------------------------- | ------ |
| 2017 | Неоплачиваемые стажёры | Unpaid Interns         | Джей "Пеннисток" Мейрелл | Короткометражный фильм                                                        |        |
| 2018 | Синдром рассказчика    | Narrator Syndrome      | Безликий человек #3      | Короткометражный фильм                                                        |        |
| 2019 | Текучесть              | Fluidity               | Рауль                    | Полнометражный фильм                                                          |        |
| 2024 | Мать                   | The Mothership         | Алекс                    | Снятый в 2021 году, заброшенный в 2024-м во время бесконечного постпродакшена | [ 19 ] |

### Телевидение
| Год       | Название на русском       | Название на английском | Роль             | Примечание                | Ист.   |
| --------- | ------------------------- | ---------------------- | ---------------- | ------------------------- | ------ |
| 2015      | Пьяная любовь к искусству | Drunk Art Love         | Эд               | Мини-сериал               |        |
| 2019      | Мадам госсекретарь        | Madam Secretary        | Оскар Кортес     | Эпизод: «Кое-что получше» |        |
| 2020      | Корпус                    | The Corps              | Дэррил Сильванос | Веб-сериал                |        |
| 2020—2025 | 9-1-1: Одинокая звезда    | 9-1-1: Lone Star       | Карлос Рейес     | Основной состав сериала   |        |
| 2025      | Хейвенпорт                | The Waterfront         | Шон Уилсон       | Основной состав сериала   | [ 20 ] |

## Режиссёрские работы
| Год  | Название на русском | Название на английском | Примечание               | Ист.   |
| ---- | ------------------- | ---------------------- | ------------------------ | ------ |
| 2019 | Все души            | All Souls              | Ассоциированный продюсер | [ 21 ] |

## Награды и номинации
| Награда          | Год  | Категория      | Работа | Результат | Ист.   |
| ---------------- | ---- | -------------- | ------ | --------- | ------ |
| Black Tie Dinner | 2022 | Vanguard Award | Он сам | Почётная  | [ 22 ] |